# Futebol nos Jogos do Mediterrâneo de 2009
A competição de futebol dos Jogos do Mediterrâneo de 2009 está sendo realizada entre 25 de Junho até o dia  4 de Julho, e terá 11 times participantes.

## Sedes
| Estádio                | Cidade              | Capacidade |
| ---------------------- | ------------------- | ---------- |
| Estádio Adriático      | Pescara             | 25.000     |
| Estádio Guido Angelini | Chieti              | 12.750     |
| Stadio Comunale        | Teramo              | 7.498      |
| Stadio Guido Biondi    | Lanciano            | 6.400      |
| Estádio dei Marsi      | Avezzano            | 3.692      |
| Estádio Valle Anzuca   | Francavilla al Mare | 3.500      |

## Calendário
O torneio terá o seguinte calendário:
| ● | Competizioni | ● | Finali |

| Sede                | Sede                       | Giugno/Luglio | Giugno/Luglio | Giugno/Luglio | Giugno/Luglio | Giugno/Luglio | Giugno/Luglio | Giugno/Luglio | Giugno/Luglio | Giugno/Luglio | Giugno/Luglio | Giugno/Luglio |
| Cidade              | Datas                      | 25            | 26            | 27            | 28            | 29            | 30            | 01            | 02            | 03            | 04            | 05            |
| Pescara             | Estádio Adriático          |               |               |               |               |               |               |               |               |               |               | ●             |
| Chieti              | Estádio Guido Angelini     |               |               |               |               |               |               | ●             |               |               | ●             |               |
| Francavilla al mare | Estádio Valle Anzuca       | ●             |               | ●             |               | ●             |               | ●             |               | ●             |               |               |
| Lanciano            | Estádio Guido Biondi       | ●             |               | ●             |               | ●             |               |               |               | ●             |               |               |
| Avezzano            | Estádio dei Marsi          | ●             |               | ●             |               | ●             |               | ●             |               | ●             |               |               |
| Teramo              | Estádio Comunale de Teramo | ●             |               | ●             |               | ●             |               | ●             |               | ●             |               |               |

## Times Participantes
- Albânia
- Espanha
- França
- Grécia
- Itália
- Líbia
- Malta
- Montenegro
- Síria
- Tunísia
- Turquia

## Sistema de Competição
Os 11 times estão divididos em quatro grupos.Três estão compostos de três times e outro de dois times.Cada time ganha 3 pontos em caso de vitória e 1 em caso de empate. Nenhum ponto é dado em caso de derrota.Os dois melhores de cada grupo irão para as quartas de final.Se houver empate o critério será o seguinte:
- O maior número de pontos conseguido em cada jogo;
- O resultado de um eventual jogo entre os dois times;
- Diferença entre gols;
- E o maior número de gols.

## Participantes
Cada time deverá constar de 18 jogadores nascidos até 1 de janeiro de 1989. Cada comitê olímpico nacional deve enviar a lista até 11 de Junho de 2009.Os vencedores irão ganhar a medalha de ouro,o segundo lugar irá ganhar a medalha de prata e o terceiro colocado ganha a medalha de bronze.Os atletas dos times que ficarem da quarta até a oitava posição ganharão os diplomas

## Sorteio
O sorteio para os grupos foi realizado no dia 8 de Maio de 2009, e foi feito porEusebio Di Francesco

## Resultado dos Sorteios
| Grupo A                 | Grupo B                  | Grupo C                       | Grupo D                     |
| ----------------------- | ------------------------ | ----------------------------- | --------------------------- |
| Avezzano                | Teramo                   | Lanciano                      | Francavilla al Mare         |
| Itália · Grécia · Síria | França · Malta · Turquia | Líbia · Montenegro · Marrocos | Espanha · Albânia · Tunísia |

O Marrocos retirou sua inscrição,deixando o Grupo C com só duas equipes,fazendo com que a fase de turno do grupo tornase de dois jogos.Um de ida e outro de volta.

### Grupo A
| Time   | J | v | E | D | GP | GC | GD | Pts |
| ------ | - | - | - | - | -- | -- | -- | --- |
| Itália | 1 | 0 | 1 | 0 | 1  | 1  | 0  | 1   |
| Síria  | 1 | 0 | 1 | 0 | 1  | 1  | 0  | 1   |
| Grécia | 0 | 0 | 0 | 0 | 0  | 0  | 0  | 0   |

### Grupo B
| Time    | J | v | E | D | GP | GC | GD | Pts |
| ------- | - | - | - | - | -- | -- | -- | --- |
| França  | 1 | 1 | 0 | 0 | 2  | 0  | +2 | 3   |
| Malta   | 0 | 0 | 0 | 0 | 0  | 0  | 0  | 0   |
| Turquia | 1 | 0 | 0 | 1 | 0  | 2  | -2 | 0   |

### Grupo C
| Time       | J | v | E | D | GP | GC | GD | Pts |
| ---------- | - | - | - | - | -- | -- | -- | --- |
| Líbia      | 1 | 0 | 1 | 0 | 0  | 0  | 0  | 1   |
| Montenegro | 1 | 0 | 1 | 0 | 0  | 0  | 0  | 1   |

### Grupo D
| Time    | J | v | E | D | GP | GC | GD | Pts |
| ------- | - | - | - | - | -- | -- | -- | --- |
| Espanha | 1 | 0 | 1 | 0 | 2  | 2  | 0  | 1   |
| Tunísia | 1 | 0 | 1 | 0 | 2  | 2  | 0  | 1   |
| Albânia | 0 | 0 | 0 | 0 | 0  | 0  | 0  | 0   |